# Блазіальні
Блазіальні (Blasiales) — порядок печіночників з одною сучасною родиною та двома видами. Порядок традиційно класифікували як Metzgeriales, але молекулярна кладистика припускає розміщення в основі Marchantiopsida.

## Таксономія
- Blasiales Stotler & Crandall-Stotler 2000[4][5]
  - Blasiaceae von Klinggräff 1858
    - Blasia Linnaeus 1753
      - Blasia pusilla Linnaeus 1753

    - Cavicularia Stephani 1897 non Pavesi 1881
      - Cavicularia densa Stephani 1897

  - †Treubiitaceae Schuster 1980
    - †Treubiites Schuster 1966
      - †Treubiites kidstonii (Walton 1925) Schuster 1966